# You Only Live Once
 (mai 2013).
Si vous disposez d'ouvrages ou d'articles de référence ou si vous connaissez des sites web de qualité traitant du thème abordé ici, merci de compléter l'article en donnant les références utiles à sa vérifiabilité et en les liant à la section « Notes et références ».

You Only Live Once est une chanson du groupe The Strokes, tirée de l'album  First Impressions of Earth. Il s'agit du morceau d'ouverture de l'album et du troisième single extrait de celui-ci.